# Harry Potter i Insygnia Śmierci: Część II (ścieżka dźwiękowa)
Harry Potter i Insygnia Śmierci: Część II – ścieżka dźwiękowa do filmu o tej samej nazwie, nakręconego na podstawie książki J.K. Rowling.

## Lista utworów
1. „Lily's Theme” – 2:28
2. „The Tunnel” – 1:09
3. „Underworld” – 5:26
4. „Gringotts” – 2:24
5. „Dragon Flight” – 1:44
6. „Neville” – 1:40
7. „A New Headmaster” – 3:26
8. „Panic Inside Hogwarts” – 1:53
9. „Statues” – 2:24
10. „The Grey Lady” – 5:51
11. „In The Chamber of Secrets” – 1:37
12. „Battlefield” – 2:13
13. „The Diadem” – 3:08
14. „Broomsticks and Fire” – 1:24
15. „Courtyard Apocalypse” – 2:00
16. „Snape's Demise” – 2:51
17. „Severus and Lily” – 6:08
18. „Harry's Sacrifice” – 1:57
19. „The Resurrection Stone” – 4:32
20. „Harry Surrenders” – 1:30
21. „Procession” – 2:07
22. „Neville the Hero” – 2:17
23. „Showdown” – 3:37
24. „Voldemort's End” – 2:44
25. „A New Beginning” – 1:41